# Гоенгамельн
Гоенгамельн (нім. Hohenhameln) — сільська громада в Німеччині, розташована в землі Нижня Саксонія. Входить до складу району Пайне.
Площа — 69,42 км2. Населення становить 9401 ос. (станом на 31 грудня 2021).